# Written in My Scars
Written in My Scars ist eine EP der finnischen Funeral-Doom-Band Shape of Despair.

## Geschichte
Written in My Scars ist die erste EP der Band. Die beiden Stücke der EP wurde von der Gruppe 2009 und 2010 eingespielt. Die EP wurde von Jarno Salomaa als Gitarrist und Keyboarder mit Tomi Ullgrén als Gitarrist, Pasi und Natalie Koskinen als Gesangs-Duo, Samu Ruotsalainen als Schlagzeuger und Sami Uusitalo als Bassist eingespielt. Es wurde die letzte Veröffentlichung von Shape of Despair unter der Beteiligung von Pasi Koskinen. Für die Gruppe selbst erschien die EP als ein rares Lebenszeichen zwischen langen Ruhephasen mit lediglich kleinen Veröffentlichungen. Natalie Koskinen gab Jahre später an, dass die Zeit „ein langer und steiniger Weg für“ Shape of Despair gewesen sei, es jedoch „keinen bestimmten Grund“, allerdings „viele Gründe“ für die Ruhephase gegeben habe. Insbesondere die Beteiligungen an anderen Musikgruppen habe die Aktivität von Shape of Despair beeinflusst. Shape of Despair sei allerdings „nie eine der Bands, die jedes Jahr ein neues Album herausbringen“ gewesen.
Das Titelstück wurde für das im Jahr 2015 veröffentlichte Album Monotony Fields erneut eingespielt. Salomaa begründete die Entscheidung mit einem unzureichenden Klang des Stücks auf der EP und der geringen Verbreitung der fünfhundert Exemplare der Vinyl-Version.

## Albuminformationen
Written in My Scars wurde am 31. Oktober 2010 mit zwei Stücken und einer Spielzeit von 11:48 Minuten durch Solarfall Records als 7"-LP veröffentlicht. Die Gestaltung übernahm Mariusz Krystew.

### Titelliste
1. Written in My Scars: 6:01
2. The Bliss of Sudden Loss: 5:47

### Stil und Inhalt
Der Stil von Written in My Scars entspricht einem melodischen Funeral Doom. Dabei gelten ein „langsamer Gitarrenrhythmus, ausgeprägtes Keyboardspiel mit einfachen Melodie und rauer Gesang“ als typisch für Shape of Despair.
Das Titelstück erweise sich als direkte Fortführung des auf Illusion’s Play gespielten Stils. Ein schweres und zähes Gitarrenriff und Pasi Koskinen tiefes Growling werden durch einen „ausladende[n] Keyboardteppich und [dem] feengleiche[n] Hauch-Gesang von“ Natalie Koskinen kontrastiert. Derweil wird das Gitarrenspiel auf The Bliss of Sudden Loss stärker betont. Das Keyboard wird dazu in den Hintergrund gestellt damit, die Musik „in einem mahlenden Stakkato ein zähes Riff auswalz[t], das sich durch den kompletten Song zieht.“ Das Stück weise einen schnelleren Rhythmus und eine tiefgründige Konzeption auf. Mitunter wurde es als unfertig wahrgenommen.
Das erste Stück thematisiert den Weg des Lebens und führt den Hörer zu den zerbrechlichen Momenten seines Geistes während das zweite Stück dieses Thema um Aspekte wie „den Verlust des Glücks, sterbende Hoffnung und Abwesenheit von Identifikation“ erweitert.

## Wahrnehmung
Die EP wurde nur selten besprochen. Gemeinhin wurde Written in my Scars dabei positiv beurteilt. Die Zeit zwischen den Veröffentlichungen habe der Band „keineswegs geschadet“ schrieb Thomas für Metal.de und vergab sieben von zehn möglichen Punkten. Als ein weiteres „Meisterwerk“ auf das sich das warten gelohnt habe lobte Deineath  für Misty Graveyard die EP und bemängelte lediglich die Kürze der Veröffentlichung.